# CUTE-1.7 + APD II
CUTE-1.7 + APD II (CUbical Tokyo Tech Engineering satellite 1.7, auch OSCAR 65) ist ein japanischer Kleinsatellit, der als studentisches Projekt an der Technischen Hochschule Tokio gebaut wurde. Er wurde am 28. April 2008 mit einer indischen Rakete vom Typ Polar Satellite Launch Vehicle gestartet.

## Aufbau
Zur Ausrüstung wurden viele handelsübliche Komponenten wie ein Hitachi NPD-20JWL PDA als Steuercomputer und ein USB-Hub zur Sensordatenerfassung eingesetzt.
Er trägt zusätzlich ein Experiment zur Beobachtung geladener Teilchen im Erdorbit, das auf einer Avalanche-Photodiode basiert. Daher der Namenszusatz APD in der Typbezeichnung.
Sein Vorgänger CUTE-1.7 + APD (OSCAR 56) wurde am 21. Februar 2006 mit einer japanischen M-V gestartet.